# ワシントン・セネタース (1891-1899年)

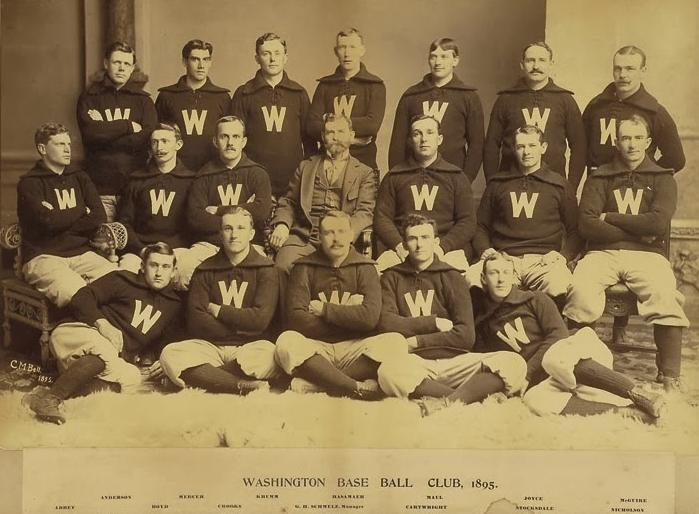
ワシントン・セネタース（1895年）

ここでは、1891年から1899年にかけて、ワシントンD.C.を本拠地としてアメリカン・アソシエーションとナショナルリーグに加盟していたワシントン・セネタース（Washington Senators）について記述する。

## 球団史
1891年にアメリカン・アソシエーションに加盟、この年は「ワシントン・ステイツメン」と名乗っていた。メンバーとして固定していたのは捕手のディーコン・マクガイアを初め数人で、多くの選手が入れ替わりながらシーズンをこなしていた。1891年のセネタースでは、それまで活躍してきたポール・ハインズ、ポップ・スナイダー、フレッド・ダンラップなどの選手も在籍していたが、いずれも1891年のセネタースを最後に現役を引退している。この年アメリカン・アソシエーションが解体されると、セネタースはナショナルリーグに移った。
1892年にナショナルリーグに移ってから、チームは「セネタース」と名乗るようになる。しかしリーグを移ってからもチームの勝率は3割台となかなか勝てなかった。1892年のシーズン終盤になって、セネタースはニューヨーク・ジャイアンツからジム・オルークを獲得、チームの再建を託して1893年に兼任監督に据えたが効果はなかった。前年に29勝26敗の成績を残した主力投手フランク・キレンをピッツバーグにトレードに出した後で、1892年に3点台半ばだったチームの防御率はこの年5点台半ばまで悪化、チームは12球団中の最下位に終わった。
その後監督はガス・シュメルツに交替するが投手陣の整備に時間がかかり、1895年にようやく控え投手のアル・マウルが16試合に登板して、この年の最優秀防御率を記録する好投を見せるなどした。チームはシュメルツの元少しずつ成績を上げ、1897年シーズンにはチーム最高の6位までなった。ただこの年序盤で大きく負け越したため、シュメルツはシーズン途中で監督を交代させられている。
翌1898年シーズンも序盤につまづき、前年チームの勝ち星を延ばした監督のトム・ブラウンを早々に交替させてしまう。しかしチームはシーズン終盤に14連敗するなど勝率を再び3割台に下げてしまった。結局セネタースは9年間活動したが勝ち越したシーズンが1度もなかった。1899年ナショナルリーグは参加球団の縮小策（12球団→8球団）を打ち出し、それに伴ってセネタースは削減対象となり同年解散した。

## 戦績
| 年度   | リーグ | 試合 | 勝利 | 敗戦 | 勝率 | 順位 | 監督                                                                        | 本拠地         |
| ------ | ------ | ---- | ---- | ---- | ---- | ---- | --------------------------------------------------------------------------- | -------------- |
| 1891年 | AA     | 139  | 44   | 91   | .326 | 9位  | サム・トロット ポップ・スナイダー ダン・シャノン サンディ・グリフィン       | Boundary Field |
| 1892年 | NL     | 153  | 58   | 93   | .384 | 10位 | ビリー・バーニー アーサー・アーウィン ダニー・リチャードソン                | Boundary Field |
| 1893年 | NL     | 130  | 40   | 89   | .310 | 12位 | ジム・オルーク                                                              | Boundary Field |
| 1894年 | NL     | 132  | 45   | 87   | .341 | 11位 | ガス・シュメルツ                                                            | Boundary Field |
| 1895年 | NL     | 133  | 43   | 85   | .336 | 10位 | ガス・シュメルツ                                                            | Boundary Field |
| 1896年 | NL     | 133  | 58   | 73   | .443 | 9位  | ガス・シュメルツ                                                            | Boundary Field |
| 1897年 | NL     | 135  | 61   | 71   | .462 | 6位  | ガス・シュメルツ トム・ブラウン                                             | Boundary Field |
| 1898年 | NL     | 155  | 51   | 101  | .336 | 11位 | トム・ブラウン ジャック・ドイル ディーコン・マクガイア アーサー・アーウィン | Boundary Field |
| 1899年 | NL     | 155  | 54   | 98   | .355 | 11位 | アーサー・アーウィン                                                        | Boundary Field |

## 所属した主な選手
- ディーコン・マクガイア：捕手。1884年から1912年まで計1781試合出場。通算打率.278。
- ポップ・スナイダー：一塁手。1882年にシンシナティ・レッズをリーグ優勝に導いた監督。
- ウィン・マーサー：1894年から1899年まで在籍。通算132勝164敗。

## 主な球団記録
- 通算安打数：990（ディーコン・マクガイア）
- 通算本塁打：42（ビリー・ジョイス）
- 通算打点数：502（ディーコン・マクガイア）
- 通算盗塁数：172（キップ・セルバック）
- 通算勝利数：95（ウィン・マーサー）
- 通算奪三振：421（ウィン・マーサー）